# Евсеенко, Николай Васильевич
Николай Васильевич Евсеенко — советский хозяйственный, государственный и политический деятель, Герой Социалистического Труда.

## Биография
Родился в 1919 году в деревне Козино. Член ВКП(б).
С 1939 года — на хозяйственной, общественной и политической работе. В 1939—1982 гг. — народный судья, заведующий пионерским отделом райкома комсомола, участник Великой Отечественной войны, заведующий военным отделом Идринского РК КПСС, заместитель председателя райисполкома, председатель Идринского райисполкома, председатель исполкома Ачинского райсовета, председатель окружного исполкома Таймырского национального округа, председатель
Минусинского райисполкома, первый секретарь Березовского, в 1962—1982 гг. — Минусинского райкома КПСС.
Указом Президиума Верховного Совета СССР от 8 апреля 1971 года присвоено звание Героя Социалистического Труда с вручением ордена Ленина и золотой медали «Серп и Молот».
Умер в 1995 году.